# Перренат аммония
Перренат аммония — неорганическое соединение, соль аммония и рениевой кислоты с формулой NH4ReO4, бесцветные (белые) кристаллы, растворимые в воде.

## Получение
- Растворение оксида рения(VII) в растворе аммиака:

{\displaystyle {\mathsf {Re_{2}O_{7}+2(NH_{3}\cdot H_{2}O)\ {\xrightarrow {}}\ 2NH_{4}ReO_{4}+H_{2}O}}}
- Растворение рениевой кислоты в растворе аммиака:

{\displaystyle {\mathsf {HReO_{4}+NH_{3}\cdot H_{2}O\ {\xrightarrow {}}\ NH_{4}ReO_{4}+H_{2}O}}}

## Физические свойства
Перренат аммония образует бесцветные (белые) кристаллы тетрагональной сингонии, пространственная группа I 41/a, параметры ячейки a = 0,5871 нм, c = 1,2942 нм, Z = 4.
Хорошо растворим в воде.

## Химические свойства
- Разлагается при нагревании в вакууме:

{\displaystyle {\mathsf {2NH_{4}ReO_{4}\ {\xrightarrow {365-400^{o}C,vac}}\ 2ReO_{2}+N_{2}+4H_{2}O}}}
- Медленно окисляет концентрированную соляную кислоту:

{\displaystyle {\mathsf {NH_{4}ReO_{4}+6HCl\ {\xrightarrow {\tau }}\ NH_{4}[ReCl_{4}O]+Cl_{2}\uparrow +3H_{2}O}}}
- Окисляет сильные восстановители (иодиды, соли олова (II), титана (III), гипофосфиты):

{\displaystyle {\mathsf {2NH_{4}ReO_{4}+2NH_{4}Cl+10HCl+3H_{3}PO_{2}\ \xrightarrow {\ } 2(NH_{4})_{2}[ReCl_{6}]+3H_{3}PO_{3}+5H_{2}O}}}
- Восстанавливается водородом:

{\displaystyle {\mathsf {2NH_{4}ReO_{4}+4H_{2}\ {\xrightarrow {800^{o}C}}\ 2Re+N_{2}+8H_{2}O}}}
- Вступает в обменные реакции:

{\displaystyle {\mathsf {NH_{4}ReO_{4}+KNO_{3}\ {\xrightarrow {}}\ KReO_{4}\downarrow +NH_{4}NO_{3}}}}
- При восстановлении натрием в этаноле образуется комплексный гидрид:

{\displaystyle {\mathsf {NH_{4}ReO_{4}+18Na+13C_{2}H_{5}OH\ {\xrightarrow {}}\ Na_{2}[ReH_{9}]\downarrow +13C_{2}H_{5}ONa+3NaOH+NH_{3}\cdot H_{2}O}}}